# Novokresxenka
Novokresxenka (en rus: Новокрещенка) és un poble del krai de Primórie, a l'Extrem Orient de Rússia, que en el cens del 2010 tenia 304 habitants.